# Râs balcanic
Râsul balcanic (Lynx lynx balcanicus) este o subspecie a râsului eurasiatic din genul Lynx. Este găsit în Albania, Kosovo și vestul Macedoniei de Nord, cu populații mai mici în Muntenegru. Este considerat a fi un simbol național al Macedoniei de Nord și apare pe moneda de 5 denari.
Se crede că în Macedonia de Nord au mai rămas de la 35 până la 40 de râși balcanici, majoritatea găsită în Parcul Național Mavrovo⁠(en)[traduceți]. Această felidă este considerată a fi cea mai mare felidă din Balcani. A fost observat în 2011 și 2012 în nordul regiunii muntoase a Albaniei și pe suprafața Parcului Național Shebenik-Jabllanice⁠(en)[traduceți]. Râsul este clasificat drept critic pe cale de dispariție în Albania și este protejat de jure din 1969 încoace, dar, în ciuda acestui fapt, braconajul ilegal și distrugerea de habitat amenință populațiile rămase de râși balcanici atât din Albania, cât și Macedonia de Nord. Există estimativ 15–20 de indivizi încă în viață în Albania. Râsul balcanic se află în pragul extincției de aproape un secol, cu efectivul total fiind estimat la mai puțin de 50.
S-a presupus că scăderea efectivului de râși balcanici este din cauza braconajului ilegal. Râsul balcanic începe să se împerecheze în jurul perioadei ianuarie-februarie, iar puii se nasc în aprilie. Este listat drept subspecie în mare parte din acoperirea în presă și referințele taxonomice, însă au existat câteva dispute în legătură cu aceste afirmații. 

## Habitat și populație
Râsul balcanic este găsit în sud-vestul Balcanilor; în Albania, Kosovo, Macedonia de Nord și posibil și Serbia, Muntenegru și Grecia. Aceasta este gazda unei populații critic pe cale de dispariție a râsului balcanic, cu o populație estimată la 30 de indivizi adulți pe o suprafață de 5000 km2. Se recuperează din perioada anilor 1935-1940 încoace, când erau estimați a fi vii numai 15-20 de râși. Au părut să se recupereze după Al Doilea Război Mondial, populația ducând-o ceva mai bine în jurul mijlocului anilor 1970, când a fost estimată la în jur de 280 de râși. După aceea, efectivul a părut să scadă drastic, la 90 de râși, în anul 2000. Aceștia trăiesc în păduri cu frunze căzătoare, păduri veșnic verzi, păduri mixte și habitate cu tufișuri. Nu migrează, dar vânează ocazional pe terenuri arbustive, zone cultivate și pășuni montane situate la altitudine mare în timpul verii. Vânează în principal căprioare europene, capre negre tinere și iepuri de câmp. Râsul balcanic este clasificat drept critic pe cale de dispariție din cauza populației sale mici. Populația este împărțită în două subpopulații, una în Parcul Național Mavrovo⁠(en)[traduceți], iar alta în Parcul Național Shebenik⁠(en)[traduceți].

## Împerechere
Sezonul de împerechere este din februarie până în mijlocul lunii aprilie. Estrul durează vreme de trei zile. Masculul și femela se hrănesc adesea împreună în această perioadă.
Rândul de pui poate consta în oricâți pui de la unul până la cinci, cu o medie de doi până la trei. Un pui nou-născut cântărește în jur de 300 de grame. La trei luni, puii încep să își urmeze mama în afara vizuinii din peștera de piatră pentru a mânca carne din prăzile ucise de mamă. La zece luni, de obicei în jurul lunii martie sau aprilie, puii își părăsesc mamele pentru a fi independenți.

## Comportament
Râșii duc vieți în mare parte independente exceptând în perioada împerecherii și cea a creșterii puilor. Râșii ocupă teritorii marcate cu secreții de la glande speciale, cu urină sau cu fecale. Masculii au teritorii mai mari pentru a avea acces la una sau două femele. Se presupune că suprafața teritoriului unui mascul este de în jur de 180–2.780 km², iar că cea a teritoriului unei femele este de în jur de 98–759 km². Teritoriul mamei și cele ale fiicelor se suprapun uneori cu mult.
Râșii sunt activi în timpul serii și nopții și dorm în timpul zilei.
Genul Lynx vânează de obicei lagomorfe, adică iepuri și iepuri fluierători. Totuși, râsul eurasiatic vânează de asemenea copitate mai mici, precum mistreți, capre negre, cerbi lopătari și roșii tineri; vânează de asemenea cu ușurință indivizi atât juvenili, cât și maturi membri ai unor specii de cerbi mai mici, precum căprioare europene, cerbi moscați⁠(en)[traduceți] sau introduși (invazivii) muntiaci indieni⁠(en)[traduceți]. Deși se știe despre râs că a ucis până la 30 % din populația de căprioare europene din nordul Europei, râșii nu sunt de obicei considerați a fi o amenințare pentru efectivul căprioarelor, căci căprioarele europene se reproduc anual, cu mulți pui ce trec de vârsta infantilă. Ocazional, râșii ucid animale domestice din șeptel sau păsări de curte, dar în general preferă să evite așezările umane. Totuși, râșii au ucis numere crescânde de oi, până la 10.000 între 1996 și 2001.

## Amenințări
Cele mai serioase amenințări pentru râsul balcanic sunt efectivul mic al populației, degradarea de habitat și braconajul. Braconajul afectează râșii balcanici atât direct, cât și indirect. Vânătorii care vânează viețuitoare mici și animale de vânat dăunează indirect râșilor balcanici prin faptul că le restricționează sursa de hrană, precum cea de căprioare europene, capre negre și iepuri. Este ilegală vânarea râșilor balcanici, însă au fost găsite dovezi că există o piață pentru blana de râs balcanic. De asemenea, există câțiva râși împăiați drept decorațiuni în restaurante din Albania și Macedonia de Nord.
Stațiunile turistice și activitățile recreative au puține efecte spre niciunul asupra populației, pe când vânătoarea sportivă și stațiunile de schi pot perturba populația din parcuri naționale, unde viețuiește majoritatea râșilor balcanici. Degradarea habitatului are loc în principal în Albania, unde defrișarea a provocat pagube asupra mediului înconjurător și afectează negativ râsul balcanic. Pădurile Albaniei se recuperează de pe urma supraexploatării încă din anii 1800. Cu toate că este ilegală continuarea defrișării în habitatul protejatului râs balcanic, defrișarea încă continuă și poate potențial să distrugă singurul habitat pe care îl are râsul balcanic.
Pentru că au o densitate așa de scăzută a populației, este dificil pentru adulții maturi să se împerecheze unul cu celălalt. Populația este separată în două subpopulații diferite în Albania și Macedonia de Nord, îngreunând și mai mult procesul de împerechere, cu toate că ambele populații au fost confirmate a fi stabilizate de Programul de Recuperare a Râsului Balcanic. Există o ușoară îngrijorare legată de extinderea populației de râși nativă carpatină și celei dinarice reintroduse care ar putea amenința integritatea genetică a populației râșilor balcanici. Atitudinile publice asupra râsului balcanic au fost de asemenea apreciate prin studii ale științei sociale, care indică că sunt în principal pozitive, cu toate că nu cunoscute foarte bine și au multe percepții greșite legate de mărimea, comportamentul și ecologia acestuia.
Acest proces de împerechere va fi îngreunat și mai mult de o separare completă a celor două populații din Macedonia și Albania din cauza construirii Hidrocentralei Skavica. Suprafața digului plănuit este folosită de către râsul balcanic drept coridorul principal de migrare dintre aceste două populații.

## Conservare
Râsul balcanic este considerat de către Uniunea Internațională pentru Conservarea Naturii (IUCN) a fi o subspecie critic pe cale de dispariție, aceasta fiind categoria de cel mai grav risc pentru specii periclitate. Râsul balcanic este de asemenea protejat de către Convenția privind Comerțul Internațional cu Specii Periclitate de Faună și Floră Sălbatică (CITIES) în Anexa II, Convenția de la Berna⁠(en)[traduceți] în Anexa III, Directiva UE privind Speciile și Habitatele în Anexele II și IV, precum și de către toate țările cuprinse în areal.
Un program de trei ani numit Programul de Recuperare a Râsului Balcanic (BLRP) a fost început în 2006 pentru a combina protejarea râșilor și a habitatelor lor din Albania și Macedonia de Nord. Sponsorizat de Fundația MAVA cu sediul în Elveția, obiectivele programului au fost inspectarea și monitorizarea populației râșilor, colectarea de date despre râși legate de răspândire, tendințele populației și ocuparea de habitate, precum și dezvoltarea de Planuri de Acționare Națională și Strategie de Conservare de-a lungul arealului râsului balcanic, lobby pentru râsul balcanic în arii protejate din Centura Verde Europeană⁠(en)[traduceți], și construirea de parteneriate profesionale cu părți interesate de protejarea naturii, relevante. Râsul balcanic a fost ales ca specie umbrelă⁠(en)[traduceți] și figură a lor. Concomitent, a fost început un proiect de Human Dimension în Albania și deopotrivă Macedonia de Nord, finanțat de Consiliul de Cercetare al Norvegiei⁠(en)[traduceți]. Scopul proiectului a fost de a explora relația dintre oameni și carnivorele mari, posibile conflicte, atitudinile localnicilor și provocările întâmpinate la cooperarea transfrontalieră pentru conservarea carnivorelor mari.
A doua fază a Programului de Recuperare a Râsului Balcanic a fost pusă în aplicare în 2010, continuând munca efectuată din 2006 încoace. De data aceasta s-a investigat mai amănunțit și a fost inițiat un studiu științific asupra râsului balcanic, sprijinit de Fundația Națională Elvețiană pentru Cercetare Științifică⁠(en)[traduceți]. În acest timp, trei râși masculi au fost prinși și etichetați cu zgărziGPS și au fost puse în aplicare un sistem de monitorizare intensivă la suprafața de bază a habitatului ocupat, precum și o rețea de monitorizare a viețuitoarelor sălbatice. Acest proiect a durat din 2010 până în 2012. A treia fază a BLRP a început din 2013 și a durat până în 2016, și s-a concentrat pe atragerea atenției publicului în școli primare la nivel local, național și internațional asupra stării critice a râsului balcanic. Aceasta continuă de asemenea munca asupra monitorizării suprafeței de bază a habitatului ocupat de către râsul balcanic, precum și extinderea proiectului pentru a combina cercetarea din Macedonia de Nord și Albania.